# Nuussuaq
Nuussuaq – półwysep w zachodniej części Grenlandii, nad Morzem Baffina.

Położenie półwyspu

Od południa i południowego zachodu jest oblewany przez wody zatoki Qeqertarsuup Tunua i cieśniny Vaigåt, która oddziela od Nuussuaq wyspę Qeqertarsuaq. Od strony północnej znajduje się fiord Uummannaq Fjord
Główne osiedla to Qaarsut, Saqqaq i Qeqertaq. Na półwyspie znajduje się również stanowisko archeologiczne Qilakitsoq.